# Inverloch
Inverloch je australski fantasy web-strip kojeg crta Sarah Ellertonn. Nove tri stranice dodaju se svaki ponedjeljak i četvrtak (ukupno, šest stranica tjedno). Strip trenutačno ima preko 600 stranica. Inverloch drži prvo mjesto na Topwebcomics i Buzzcomix. Također ga izdaje Seven Seas Entertainment u obliku knjiga.

## Priča
Radnja se odvija u svijetu gdje žive vilenjaci, da'kori i ljudi. Te tri rase su jako odvojene i rijetko se viđaju. Acheron, mladi da'kor, jednoga dana sretne vilenjaka Shiaru i sprijatelji se s njom. Ipak kasnije otkrije da je vilenjak Kayn'dar, njezina ljubav, nestao i da vilenjaci krive da'kore za njegov nestanak. Acheron odluči pronaći Kayn'dara i obeća Shiari da će to i učiniti. Pri odlasku dobije mali lančić koji je navodno bio Kayn'darov.

## Likovi
Acheron: mladi da'kor koji, za razliku od njegove vrste, ima dobro srce i uvijek pokušava izbjeći svađu. Posebice se sprijateljio s Neirenn i Lei'ellom. Ima starijeg brata i majku ali nema oca (njegova obitelj izbjegava tu temu) stoga ga je odgojio ujak Salek. Acheron je kasnije doznao da mu je oca ubio vilenjak. Zna koristiti luk i strijelu (naučio ga je ujak). Također voli loviti i jesti athkatchue (male sive životinje) i slušati priče. Nakon što je saznao za Kayn'dara odmah je obećao Shiari da će ga pronaći i da se neće vraćati dok ne uspije.
Lei'ella: Bavila se hvatanjem lopova koje je nerijetko i ubijala. Imala je partnera Berarda koji ju je htio oženiti, ali kada je saznao da je ona vilenjak promijenio je odluku. Stalno je nosila plašt s kabanicom koju je držala preko glave. Većina je mislila da skriva oči, ali zapravo je skrivala dugačke, vilenjačke uši jer vilenjaci nisu dobrodošli u ljudskom društvu. Nakon što je Varden otkrio da je vilenjak prestala je nositi plašt. Napustila je dom kada joj je bilo 12 godina i sljedeće dvije godine provela s ostalim smrtnim vilenjacima.
Varden: Poznati lopov. U mladosti je pobjegao od kuće i počeo se baviti krađom. Njegovom se ocu to nije svidjelo i poslao mu je pismo o tome prije nego što je umro. Jednom je pokušao ukrasti novac Acheronu, ali ga je on uhvatio na djelu. Varden je stoga morao zbog "lopovskog kodeksa" služiti Acheronu dok ne otplati dug. Kasnije se ispostavilo da lopovski kodeks zapravo ne postoji, ali Varden nije rekao zašto ih prati. Također se boji magije (otkako ih je Neirennin otac teleportirao). Iako je u početku imao crnu kosu, nakon što se okupao ispostavilo se da ima plavu.
Neirenn: Ima više vilenjačke krvi od ostalih zbog čega joj magija jako dobro ide. Na akademiji je odbijaju učiti više od ostalih učenika pa je to jedan od glavnih razloga zašto se pridružila Acheronu na njegovom putovanju. Ima dva starija brata i oba roditelja.
Shiara: Od djetinjstva se znala s Kayn'darom i vidjela je da ga Kayn'dara nije oteo da'kor, ali joj ostali vilenjaci ne vjeruju. Acheron ju ponekad zove Shi.
Eron: Nagovorio je Shiaru da kaže Acheronu o Kayn'darovom nestanku tako da ga Acheron ode potražiti. Kao većina drugih vilenjaka, ne mari za da'kore i misli da su oni oteli Kayn'dara. On je Kayndarov brat.
Silvah: Živio je u napuštenom tornju. Iako je dio vilenjaka koji ne mogu koristiti magiju, iz neobjašnjivih razloga njemu to uspijeva. U tornju gdje živi ima knjige s akademije u koju je išla Neirenn i zna koristiti crnu magiju (njome je pokušao ubiti Lei'ellu). Kasnije se ispostavilo da je Silvah zapravo Kayn'dar. Želio je da ga Acheron ubije iz nepoznatih razloga.
Raul: Koristi crnu magiju. Ima jedva nešto vilenjačke krvi u sebi i zato mu nije lako koristiti magiju kako želi. Bio je glavni čarobnjak na Neirenninoj akademiji i prije otprilike šezdeset godina pokušao se dogovoriti s vilenjacima da ljudi s malo vilenjačke krvi mogu naučiti neku magiju koju su samo oni znali. Vilenjaci su ga prevarili i svi su krivili Raula za to. Na kraju je dao ostavku.
Kayn'dar: Nestao je kada je imao šest godina. Shiara je vidjela kako ga je oteo čarobnjak i otada ga je vidjelo samo nekoliko osoba.
Berard: Nekad je hvatao lopove s Lei'ellom. Htio ju je oženiti, ali nakon što mu je otkrila svoju tajnu shvatio je da je to bila loša ideja (ipak nikome nije rekao da je Lei'ella vilenjak). Ubrzo je dao otkaz i počeo organizirati borbe da'kora i ljudi jer je osjećao velik prijezir prema da'korima. Na kraju ga je ubio Varden.

## Rase
Da'kori: Podsjećaju na mješavinu koze i vuka, a kad odrastu veličine su povećeg djeteta. Imaju malene rogove, velike uši i dlakave repove slične psećima. Mogu biti tamno i svijetlo smeđi i bež. Da'kori su najstarija rasa od svih, ali u posljednjih sto godina njihov se broj smanjio s nekoliko tisuća na par naselja. Ostale rase ih vide kao krvoločne i okrutne, ali da'kori nisu oduvijek bili takvi. Njihovo glavno oružje su pandže. Da'kori žive do četrdeset godina. Likovi ove rase su Acheron i njegova obitelj.
Vilenjaci: Mrze ljude, a za da'kore misle da su divljaci. Dijele se na dva tipa- jedni normalni, a drugi sa žutim očima i srebrnom kosom. Oni sa srebrnom kosom nisu besmrtni i ne mogu koristiti magiju, ali mogu osjetiti osobe u blizini. Ostali ih vilenjaci protjeraju još u mladosti jer ih smatraju "zaraznima". Rijetki vilenjaci mogu zaliječiti bilo koju ranu i ne ostaviti ožiljak. Likovi ove rase su Kayn'dar, Shiara, Silvah, Eron i Lei'ella.
Ljudi: Okrutni poput da'kora. Često se bave krađom i osjećaju prijezir prema ostalim rasama. Također se boje da'kora zbog njihove osobnosti i ponekad organiziraju ilegalne borbe da'kora i ljudi gdje se klade tko će dulje preživjeti. Kao u vilenjaka, među ljudima postoje dva tipa- normalni i oni s malo vilenjačke krvi. Oni s malo te krvi su rijetki i mogu koristiti magiju (ali ne tako dobro kao pravi vilenjaci) i žive tri puta dulje nego obični ljudi. Većina ih ima 5% vilenjačkih gena. Likovi ove rase su Varden, Neirenn, Raul i Berard.

## Poveznice
- Inverloch website